# Straßenfeger
Mit der Bezeichnung Straßenfeger werden seit den frühen Jahren Sendungen des Deutschen Fernsehens mit sehr hohen Einschaltquoten bezeichnet, die dafür sorgten, dass die Straßen – nach damaligem Empfinden – praktisch menschenleer waren, sie also wie leergefegt wirkten. Viele Straßenfeger besitzen heute Kultstatus.

## Entstehung des Begriffes
Ende der 1950er Jahre entschied man sich beim WDR, aufgrund der großen Erfolge der mehrteiligen Paul-Temple-Hörspiele von Francis Durbridge, dieses Format auch im Fernsehen umzusetzen. Neben den beiden mehrteiligen Romanverfilmungen So weit die Füße tragen und Am grünen Strand der Spree von Fritz Umgelter sollten mehrteilige Kriminalfilme produziert werden, die wie die Hörspiele auf Drehbüchern des britischen Kriminalschriftstellers Durbridge basierten. So entstanden zunächst 1959 Der Andere und 1960 Es ist soweit, die bereits einen beträchtlichen Erfolg beim deutschen Fernsehpublikum hatten.
Im Januar 1962 lief dann der dritte Durbridge-Sechsteiler Das Halstuch über die Bildschirme und löste eine nie da gewesene Begeisterung in allen Bevölkerungsschichten aus. Das Bild völlig leer gefegter Straßen an Sendeterminen der Durbridge-Reihe sorgte dann schließlich für die Entstehung des Begriffs „Straßenfeger“. Die Ursache war zum einen die ungeheure Popularität der Serie und zum anderen die Tatsache, dass es zu der damaligen Zeit für den privaten Gebrauch noch keine Geräte zur Aufzeichnung von Fernsehsendungen gab. Theater, Kinos, Volkshochschulen und andere öffentliche Einrichtungen blieben an den sechs Sendeabenden praktisch leer, auch Wahlkampfveranstaltungen der politischen Parteien fanden kein Interesse. Sogar die Nachtschichten in vielen Fabriken mussten ausfallen. Taxifahrer legten für die Zeit der Ausstrahlung ihre Arbeit nieder. Selbst die Parlamentarier im Kieler Landtag kürzten ihre Reden, um rechtzeitig vor dem Fernseher sitzen zu können. Wer damals noch keinen Fernseher hatte, besuchte entsprechend ausgestattete Nachbarn, Freunde oder Verwandte bzw. suchte eine Kneipe mit Fernsehgerät auf. Mit einem solchen Erfolg haben wohl auch die an der Produktion beteiligten Personen nicht gerechnet. Das lässt sich wohl auch daran erkennen, dass sechs Schauspieler die Hauptrolle des Inspektors Harry Yates in diesem Mehrteiler ablehnten. Heinz Drache, der die Rolle dann schließlich übernahm, wurde über Nacht zu einem Film- und Fernsehstar.
Die durchschnittliche Sehbeteiligung lag bei 89 %. Ein Jahr später lag die Quote beim letzten Teil der Serie Tim Frazer sogar bei 93 %. Auch in den nächsten Jahren konnten die Durbridge-Mehrteiler die hohen Einschaltquoten halten, so dass für alle Filme dieser Reihe der Begriff „Straßenfeger“ angewendet wurde. Sogar in manchen Tageszeitungen wurden während der Laufzeit der Mehrteiler die „Verdächtigen“ vorgestellt.
Der Eindruck völlig leergefegter Straßen ist allerdings vor dem Hintergrund zu sehen, dass das Fernsehen eben erst im Begriff war, sich als Massenmedium zu etablieren. Dass der Großteil der Bevölkerung sich allabendlich um das „Lagerfeuer der Neuzeit“ versammelte, war damals noch eine neue, ungewohnte Erfahrung, während es in den nachfolgenden Jahrzehnten eher eine Selbstverständlichkeit geworden war.

## Ausdehnung des Begriffs auf andere Fernsehereignisse
Schon bald fand der Ausdruck allgemeine Anwendung für Filme mit sehr hohen Einschaltquoten, wie beispielsweise den dreiteiligen Krimi Babeck (ZDF 1968) mit einer Zuschauerbeteiligung von fast 70 %. Auch Fernsehserien wie Stahlnetz, Die Firma Hesselbach, die SF-Serie Raumpatrouille, der Mehrteiler Die Gentlemen bitten zur Kasse, die Fernsehserie Belphégor oder das Geheimnis des Louvre, die auch in Frankreich als Straßenfeger galt, oder die frühen Übertragungen aus dem Hamburger Ohnsorg-Theater und dem Kölner Millowitsch-Theater wurden häufig so bezeichnet, ebenso auch Samstagabendshows wie Einer wird gewinnen oder Am laufenden Band, genauso wie die internationale Spielshow Spiel ohne Grenzen.
Gelegentlich wurde der Ausdruck auch noch in späteren Jahrzehnten verwendet, beispielsweise für Die Schwarzwaldklinik in den 1980er Jahren. Die Hoch-Zeit der Straßenfeger lag jedoch in den 1960er Jahren, in denen einerseits das Fernsehen als Medium bereits weit verbreitet, andererseits aber durch die geringe Anzahl der Sender die Konkurrenz der einzelnen Sendungen noch nicht so ausgeprägt war. Insbesondere mit der Einführung des Privatfernsehens in den 1980er Jahren wuchs das Angebot erheblich, und die Zuschauer verteilten sich fortan stärker auf die einzelnen Sender. Wirkliche Straßenfeger gibt es daher heute nur noch selten, da so hohe Einschaltquoten wie um die 1960er Jahre von einzelnen Sendungen meistens nicht mehr erreicht werden. Dies liegt u. a. an den veränderten Sehgewohnheiten der Fernsehzuschauer und an der großen Programmvielfalt. Zudem etablierten sich seit den 1980er Jahren auch in Privathaushalten Geräte zur Aufzeichnung von Sendungen, man war damit nicht mehr darauf angewiesen, bei der Ausstrahlung vor dem Fernseher zu sitzen. Heute kommt noch die Verfügbarkeit vieler Sendungen in der Mediathek des Senders hinzu. 
Eine Ausnahme sind heutzutage die Live-Übertragungen wichtiger Fußball-Länderspiele im Rahmen von Europa- und Weltmeisterschaften, weswegen der Begriff Straßenfeger mitunter auch auf solche Fernsehsendungen angewendet wird.

## Ähnliche Begriffe
- Blockbuster. Ein Begriff, der sich auf kommerziell sehr erfolgreiche Kinofilme bezieht, die sehr viele Besucher in die Kinos locken.